# Ne vivons plus comme des esclaves
Pour plus de détails, voir Fiche technique et Distribution.
Ne vivons plus comme des esclaves est un  documentaire franco-grec de Yannis Youlountas, qui donne la parole à des opposants grecs à l'austérité,, montre de nombreuses créations qui se veulent « alternatives », et questionne ce qui, pour Yannis Youlountas, est une forme moderne d'esclavage, en Grèce et ailleurs,. Ce film est sorti le 28 août 2013 en Grèce et le 25 septembre 2013 en France.

## Synopsis
Ce film a pour titre un slogan qui a fait le tour de la Grèce en crise depuis 2010 et qui commence à voyager au-delà : « Ne vivons plus comme des esclaves », «Na mi zisoume san douli» en grec, qui se prononce « Na mi zisoumé san douli » . Un slogan qu'on peut lire en Grèce sur les murs des villes et sur les rochers des campagnes, sur les panneaux publicitaires vides ou détournés, dans les journaux alternatifs et qu'on peut entendre sur certaines stations de radio et dans les lieux d’autogestion qui se multiplient. Un slogan diffusé jour après jour, et que les intervenants grecs du film invitent les spectateurs à reprendre en chœur, sur les mélodies du film réalisé en coopération avec eux.

## Fiche technique
- Réalisation : Yannis Youlountas
- Coproduction : Anepos, Serge Utgé-Royo, Maud Youlountas, Berceau d'un autre monde et 173 souscripteurs de soutien
- Traductions : Lisa, Lucas et Yannis Youlountas
- Musiques : Ta Limania Xena, Cyril Gontier, Serge Utgé-Royo, Jean-François Brient, Raoul Vaneigem, Madame Nesia, Methismena Xotika, Martyn Jacques, Xasmwdia, Horror Vacui, Alpha Bang
- Coordination, diffusion : Maud Youlountas, Anepos
- Type : documentaire
- Durée : 89 minutes
- Format : 16/9 (1920x1080p)

## Sélections Festivals
- Festival RésistanceS de Foix 2013
- Festival Zones portuaires de Marseille-Port-de-Bouc 2013[8]
- Festival pour la démocratie directe de Thessalonique 2013[9]
- Festival international du film grolandais de Toulouse 2013[10]
- Festival Échos d'ici échos d'ailleurs de Labastide-Rouairoux 2013
- Festival alternatif pour une économie solidaire et coopérative d'Athènes 2013[11]
- Festival Images mouvementées ATTAC France de Paris 2013
- Festival Mémoires à vif de Limoges 2013
- Festival international du film méditerranéen de Bruxelles 2013[12]
- Festival international du cinéma d'Alger 2013[13],[14]
- Festival Bobines Sociales de Paris 2014[15]
- Festival Bobines rebelles de Saint-Gobain (Aisne) 2014[16]
- Festival du film engagé de Clermont-Ferrand 2014
- Festival international du cinéma politique de Buenos Aires 2014[17]
- Festival du doc de Saint-Martin-de-Valamas 2014
- Festival Nuits mutines de Lyon 2014
- Festival Bazar au Bazacle et Foire à l'autogestion de Toulouse 2014
- Festival Ciné Pause de Donzy-le-National 2014[18]
- Festival du film engagé de Bogota 2014

## Autour du film
Ce film est sorti en Grèce le 28 août 2013 dans des conditions très particulières en raison de la participation de mouvements s'opposant à l'austérité à sa réalisation (plus de soixante intervenants anarchistes, révolutionnaires ou d'extrême gauche, tous à visage découvert). La version grecque a rassemblé plus de 100 000 spectateurs en trois semaines dont : 
- plusieurs projections publiques gratuites sur des places d'Athènes et Thessalonique
- une diffusion en prime-time sur ERT[20] (la télévision publique grecque qui diffuse sur Internet depuis son interruption brutale le 11 juin 2013 par le gouvernement)
- une mise en ligne intégrale et gratuite sur Internet[21]

La chanson éponyme Na mi zisoume san douli (Ne vivons plus comme des esclaves) écrite par Yannis Youlountas et sa fille Lisa, et interprétée par le groupe de rébétiko Ta Limania Xena, est reprise et diffusée sur les radios alternatives grecques, ainsi que d'autres chansons de la bande originale. Toutes sont gratuites et libre d'usage. Dimitris Papachristos, voix de l'École Polytechnique lors de la chute de la dictature des Colonels, a manifesté son soutien au film et participé à la projection sur la Place Exarcheia le 2 septembre 2013. Le mouvement anti-autoritaire grec (AK) a projeté le film et invité le réalisateur au « Festival pour la démocratie directe » de Thessalonique, le 5 septembre 2013. Le film a également servi de conclusion au Festival alternatif pour une économie solidaire et coopérative d'Athènes, le 13 octobre 2013.